# 查卡塔雅

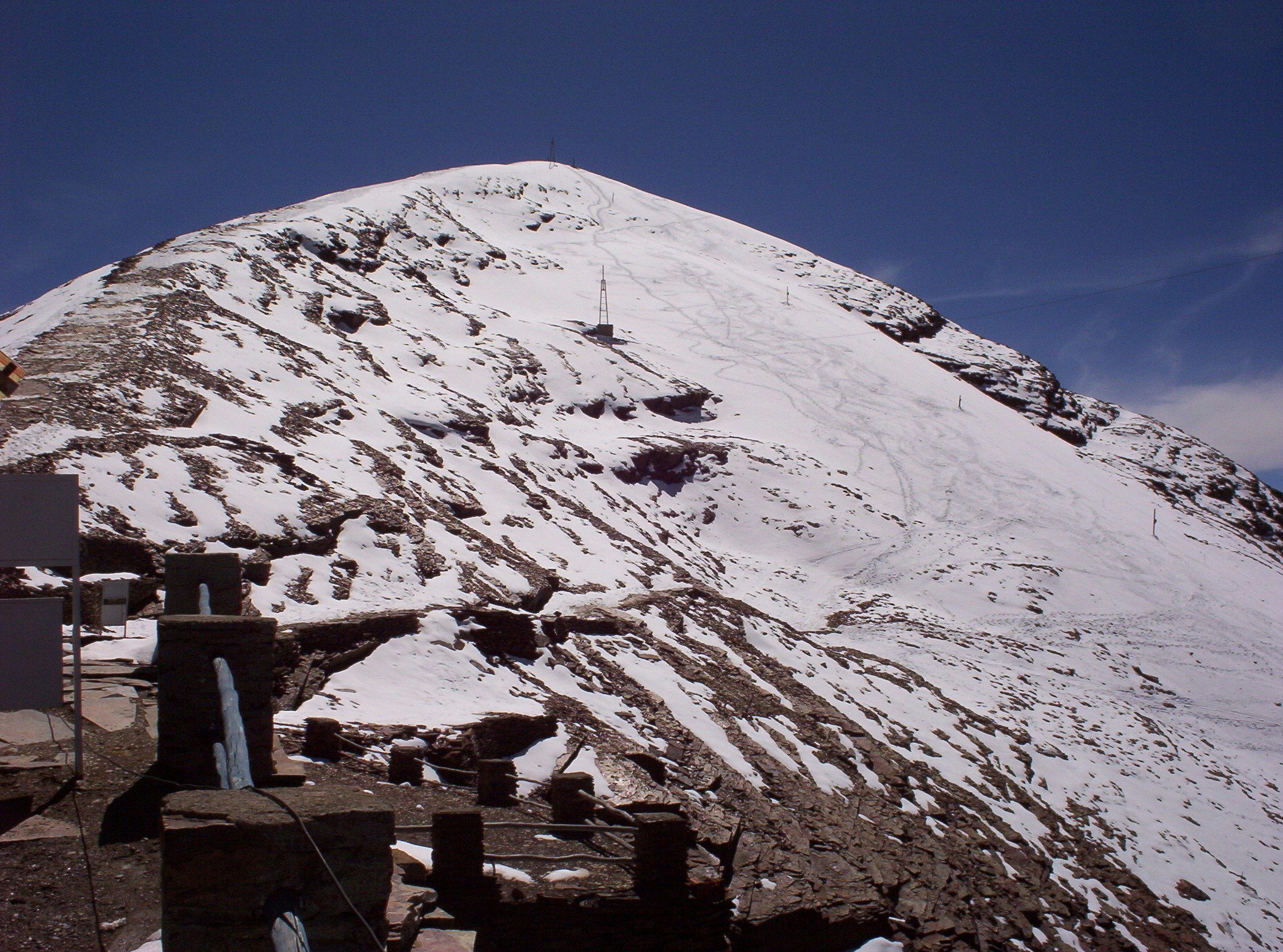
查卡塔雅冰川，2002年

查卡塔雅（Chacaltaya，艾馬拉語，意思為「冷的路」）是南美洲玻利維亞境內的一座山及其上的冰川。查卡塔雅山超過80%為冰川所覆蓋，而查卡塔雅冰川已有18,000年的歷史，但是在1987到2007之間已經消失超過80%，殘餘部份則可能將在2010消失。

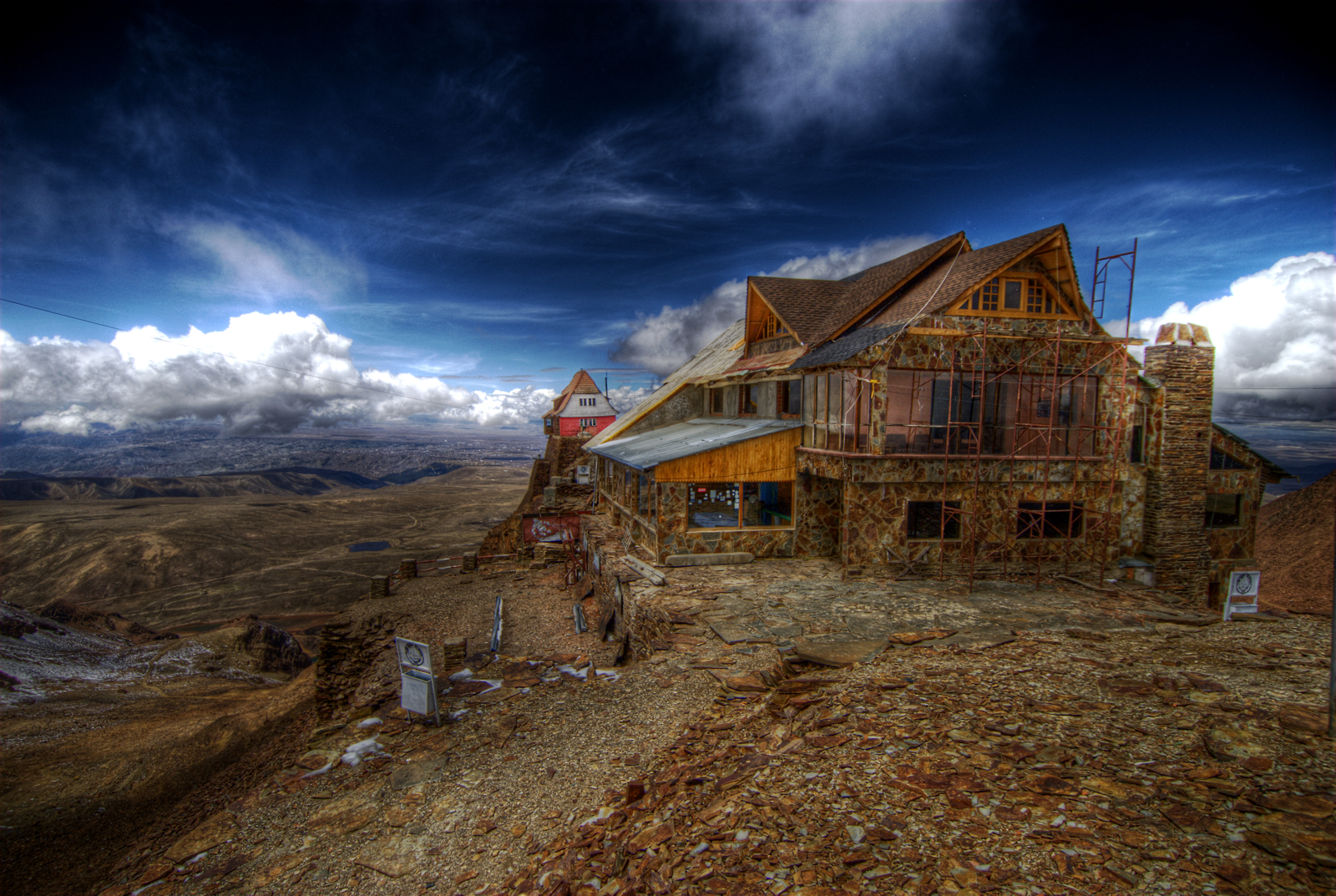
查卡塔雅滑雪度假村, 2007年

查卡塔雅曾因為擁有世界最高的滑雪場而聞名，其海拔高達5,300公尺。